# Авксентьїв Володимир Федорович
Володи́мир Фе́дорович Авксе́нтьїв (роки життя невідомі) — підполковник Армії УНР.
Останнє звання у російській армії — підполковник. У 1919 році служив у Збройних Силах Півдня Росії командиром 4-ї батареї 8-ї артилерійської бригади.
Станом на 25 травня 1921 року — приписаний до штабу 3-ї Залізної стрілецької дивізії Армії Української Народної Республіки.
Подальша доля невідома.